# Фраттини, Франко
Фра́нко Фратти́ни (итал. Franco Frattini; 14 марта 1957, Рим — 24 декабря 2022, Рим) — государственный деятель Италии. Министр иностранных дел Италии с 14 ноября 2002 по 18 ноября 2004 и с 8 мая 2008 по 16 ноября 2011.

## Биография
В 1979 году получил высшее юридическое образование.
С 16 марта 1981 года — государственный прокурор.
С 1 сентября 1984 года — адвокат государства при Генеральной адвокатуре государства.
С 15 ноября 1984 года по 1986 год — магистрат Регионального административного трибунала Пьемонта.
1 января 1986 года, в результате открытого конкурса, становится государственным советником.
С 1986 года — юридический советник министра финансов.
В 1990—1991 годах — юридический советник заместителя Председателя Совета Министров Италии.
В 1992 году — юридический советник Председателя Совета Министров Италии
С 15 мая 1993 года по 17 мая 1994 года — заместитель Генерального секретаря Президиума Совета Министров Италии.
С 14 мая 1994 года по 17 января 1995 года — Генеральный секретарь Президиума Совета Министров Италии.
С 17 января 1995 года по 18 марта 1996 года — Министр по вопросам государственного управления и региональным вопросам в правительстве Дини.
С апреля 1996 года по ноябрь 2004 года и с апреля 2008 года — депутат Палаты депутатов Парламента Италии.
В 1996—2004 годах — председатель парламентского комитета по вопросам разведки, безопасности и государственной тайны.
С ноября 1997 года по август 2000 года — Коммунальный советник города Рима.
С 11 июня 2001 года по 13 ноября 2002 года — Министр по вопросам государственного управления и координации служб разведки и безопасности во втором правительстве Берлускони.
С 14 ноября 2002 года по 18 ноября 2004 года — Министр иностранных дел Италии.
С 22 ноября 2004 года по 7 мая 2008 года — заместитель Председателя Европейской комиссии от Италии и Европейский комиссар по вопросам юстиции, свободы и безопасности.
С 8 мая 2008 года по 16 ноября 2011 год а — Министр иностранных дел Италии в четвёртом правительстве Берлускони.
17 ноября 2009 года в интервью газете Таймс высказался за создание вооружённых сил Евросоюза.
С 2014 года — Президент Института Евразийских Исследований.
В апреле 2021 года вступил в должность заместителя председателя Государственного Совета Италии.
С 14 января 2022 года был назначен председателем Государственного Совета Италии, занимал эту должность до своей смерти.
Скончался в Риме 24 декабря 2022 в Клинике Джемелли от рака.

## Награды
- Кавалер Большого креста ордена «За заслуги перед Итальянской Республикой» (25 ноября 2004 года)[6]
- Командор ордена «За заслуги перед Итальянской Республикой» (2 июня 1993 года)[7]
- Великий офицер ордена Великого князя Литовского Гядиминаса (21 апреля 2004 года, Литва)[8]
- Орден «Стара Планина» 1 степени (2009 год, Болгария)[9]
- Золотой Орден «За заслуги»[словен.] (2011 год, Словения)
- Орден Дружбы (16 октября 2012 года, Россия) — за вклад в развитие российско-итальянских связей[10]
- Медаль Восточной Республики Уругвай (9 октября 2003 года, Уругвай)[11]